# Астролошко доба
Астролошко доба је временски период који, према астрологији, прати велике промене у развоју људског друштва, културе, историје и политике. Постоји дванаест астролошких доба које одговарају дванаест знакова зодијака у западној астрологији. Један циклус од дванаест астролошких доба назива се Велика година и обухвата 25772 соларне године, након чега почиње нови циклус.
Неки астролози верују да су током датог доба неки догађаји директно узроковани или индиректно под утицајем астролошког знака који је повезан са тим добом, док други астролози верују да астролошка доба ни на који начин не утичу на догађаје.
Астролози се не слажу око тачних датума за почетак или крај доба, при чему дати датуми варирају стотинама година.

## Преглед
Постоје три широка погледа на астролошка доба:
1. Археоастрономи не верују нужно у астрологију као науку, већ проучавају културне традиције друштава која су се у великој мери односила на астрологију.
2. Астролози су били заинтересовани за повезивање светске историје са астролошким добом од касног 19. века; [1] међутим, већина астролога проучава хороскопе, а не астролошка доба.
3. Концепт поп-културе доба Водолије који се односи на велике друштвене промене 1960-их, популаризован у мјузиклу из 1967. (и каснијем филму из 1979. године) Коса.[1]

Следећу табелу астролошких доба саставио је Нил Ман, дајући уобичајено цитирано трајање за сваку еру, као и развоје у људској историји за које се обично верује да су били под утицајем знака пролећне равнодневице њиховог доба. Он напомиње да су тврдње о утицајима зодијака на људску историју пристрасне, ослањајући се на веома различите датуме догађаја и селективно бирање доказа.
| Доба      | Почетак         | Завршетак       | Астролошке асоцијације |
| --------- | --------------- | --------------- | --- |
| Ваге      | 15150. п. н. е. | 13000. п. н. е. | Пећинске слике Ласко, Насељавање Америке |
| Девице    | 13000. п. н. е. | 10750. п. н. е. | Крај последњег глацијалног максимума, почетак предгнчарског неолита                                                                                                |
| Лава      | 10750. п. н. е. | 8600. п. н. е.  | Предгрнчарски неолит А и почетак Б |
| Рака      | 8600. п. н. е.  | 6450. п. н. е.  | Предгрнчарски неолит Б, почетак урбанизације |
| Близанаца | 6450. п. н. е.  | 4300. п. н. е.  | Предгрнчарски неолит Ц, касни неолит, почетак халколита |
| Бика      | 4300. п. н. е.  | 2150. п. н. е.  | Изум писања, бронзано доба и успон с њим повезаних цивилизација, као што су Сумер, Стари Египат и цивилизација долине Инда, блискоисточни култови бикова           |
| Овна      | 2150. п. н. е.  | 1 н.е.          | Акадско царство, ведски период у Индији, почетак гвозденог доба, античка Грчка, феничанско царство, древни Израел, класична антика и аксијално доба, успон будизма |
| Риба      | 1 н.е.          | 2150 н.е.       | Успон Римског царства, хришћанство (у почетку симболизовано као ихтис) и ислам                                                                                     |
| Водолије  | 2150 н.е.       | 4300            | Асоцира се са добом хуманитаризма и иновација у комуникацији и путовањима                                                                                          |

### Транзиције доба
Многи астролози сматрају улазак у ново астролошко доба постепеним прелазом који се назива „прелаз”. На пример, Реј Грас наводи да астролошко доба не почиње тачног дана или године.  Пол Рајт наводи да се ефекат транзиције дешава на граници астролошких доба. Сходно томе, почетак било ког доба не може се дефинисати на једну годину или деценију, већ спојити своје утицаје са претходним добом у одређеном временском периоду док ново доба не постане самостално. У Књизи светских хороскопа Николаса Кампиона налази се шест страница на којима се наводе истраживачи и њихови предложени датуми за почетак доба Водолије, што указује да многи истраживачи верују да свако доба почиње тачног датума.

## Садашње и будућа доба

### Доба Риба
Симбол за Рибе :
Када наступи мартовска равнодневица у Рибама.

#### Временски оквири
- Зодијачки 30 степени:
  - Тумачење Нила Мана: почело око 1. године н.е. и завршава се око. 2150. године н.е.[4]
  - Хајндел-розенкројцерско тумачење: почело око. 498. године н.е. и завршава око. 2654. године н.е.[7]

### Доба Водолије
Симбол за Водолије:
Када наступи мартовска равнодневица у Водолији.

#### Временски оквири
Године 1928, на конференцији Међународне астрономске уније (ИАУ) у Лајдену, Холандија, границе 88 званичних сазвежђа су дефинисане астрономским терминима.
- Зодијачки 30 степени:
  - Тумачење Нила Мана: почиње 2150. године н.е.[4]
  - Тумачење Дана Рудхјара каже да ће доба Водолије почети 2062. године н.е.[9]
  - Николас Кампион у Књизи светских хороскопа указује да је прикупио преко 90 датума које су истраживачи обезбедили за почетак доба Водолије и да ти датуми имају распон од преко 2000 година почев од 15. века н.е.[3] Распон датума за могући почетак доба Водолије креће се од 1447. до 3621. године.
- Година границе сазвежђа :
  - Херман Хаупт тумачење: почиње око 2595. године н.е.[10]

#### Астролошка предвиђања
Постоји очекивање да ће доба Водолије увести период групне свести. Марша Мур и Марк Даглас пишу да је вештачко осветљење Земље помоћу струје знак доба Водолије.

## Видети још
- Еон, космичко доба према Телеми
- Астротеологија, теолошка дисциплина
- Платонова година, временски распон у којем Земљина оса ротира пун циклус
- Миланковићеви циклуси, глобални климатски циклуси
- Сол Инвиктус, касноримско соларно божанство
- Југа, доба или период света у индијској филозофији